# کنفرانس جهان اهل سنت در چچن
گروزنی پایتخت جمهوری چچن از ۲۵ الی ۲۷ اگوست ۲۰۱۶ شاهد کنفرانسی با عنوان «اهل سنت و جماعت چه کسانی هستند؟» این کنفرانس از سوی «رمضان قدیروف»، رئیس‌جمهوری چچن و با حضور «احمد الطیب»، شیخ الازهر و بیش از ۲۰۰ روحانی و مبلغ و مفتی از علمای برجسته اهل سنت از دانشگاه الازهر مصر، لبنان، سوریه، عراق، روسیه، ترکیه، آفریقای جنوبی، هند(دارالعلوم دیوبند)انگلستان، اردن و چندین کشور اسلامی دیگر دایر گردید،
برگزار کنندگان کنفرانس مهمترین هدف این کنفرانس را ارائه تعریفی جامع از «مذاهب اهل سنت و جماعت» و «شناسایی و معرفی هویت اهل سنت و جماعت» اعلام کردند، اما به صورت غیر مستقیم هدفی دیگر، یعنی «برائت از گروه‌های سلفی تکفیری» را دنبال می‌کردند.
در این کنفرانس تأکید شد: گروه‌های تروریست تکفیری همچون داعش که تحت نام وهابیت به فعالیت‌های جنایت آمیز خود می‌پردازند و مورد حمایت بی وقفه عربستان سعودی و هم پیمانان منطقه‌ای آن هستند، هیچ ارتباطی با اهل سنت و اسلام سنی ندارند.
شرکت کنندگان در این کنفرانس در بیانیهٔ پایانی خود خاطرنشان کردند که این کنفرانس نقطهٔ تحول مهم و ضروری برای تصحیح انحراف بزرگ و خطرناکی است که بر اثر تلاش افراط گرایان برای سرقت این لقب و منحصر کردن آن به خودشان، وارد مفهوم «اهل سنت و جماعت» کرده‌اند.

## بیانیه پایانی
بعد از اتمام سخنرانی‌ها و برگزاری میزگردهای متعدد، بیانیه‌ای به‌عنوان خلاصه مهمترین دست‌آوردهای کفنرانس، توسط هیئت رئیسه قرائت گردید. این متن از شش بند و دوازده توصیه تشکیل شده‌است. خلاصه مهم‌ترین مطالبی که در بیانیه منعکس شده به شرح ذیل است:
1. اهل سنت از نظر اعتقادی (کلامی) پیروان مذهب ماتریدی و اشعری و از نظر فقهی پیروان مذاهب حنفی، مالکی، شافعی و حنبلی و همچنین پیروان مذهب صوفیه که از نظر علمی، اخلاقی و تزکیه‌ای بر مسلک امام جنید بغدادی و دیگر امامان هدایتند.
2. روش اهل سنت، دقیق‌ترین روش علمی اهل اسلام است که به‌طور منسجم به بررسی علمی کتاب‌ها و میراث وحی پرداخته و بهترین روش برای ادراک شرع شریف است.
3. مدارس فکری و نظری اهل سنت و جماعت، طی قرن‌ها باعث پیدایش صدها عالم و دین‌شناس شده که در سراسر جهان از سیبری تا نیجریه با در اختیار گرفتن مناصب مختلف مانند قضاوت، تدریس و خطابه را عهده‌دار بوده‌اند و باعث خاموش شدن شعله‌های فتنه شده‌اند و چراغ دانش و روشن‌گری را افروخته‌اند.
4. اهل سنت در طول تاریخ با رصد کردن افکار انحرافی دیگر مکاتب و به‌کارگیری روش‌های علمی با انحراف مبارزه کردند و تمدن اسلامی را برپا داشته‌اند.

## توصیه‌های کنفرانس
برخی از توصیه‌های دوازده‌گانه کنفرانس، به این شرح است:
1. تأسیس یک کانال تلویزیونی برای نشان دادن چهره اسلام راستین به جهان و مبارزه با تروریسم و افراط‌گرایی.
2. فراهم آوردن امکانات برای حضور فعال در شبکه‌های اجتماعی.
3. توجه بیشتر به کلیه علوم اسلامی به ویژه اصول فقه و کلام اسلامی تا با پرورش عالمان خبره، زمینه مبارزه با پدیده تکفیر و الحاد فراهم شود.
4. کنفرانس به حکومت‌ها توصیه می‌کند با تصویب قوانین مناسب، مانع انتشار و گسترش نفرت و خشونت مذهبی شوند.
5. کنفرانس از حکومت‌ها می‌خواهد تا روش‌های اعتدال‌گرایانه را حمایت نمایند و با هر گونه افراط‌گرایی مبارزه کنند.

این کنفرانس همچنین توصیه کرد که مدارس بزرگ علمی دوباره محافل علوم یکپارچه را برای تربیت علمای قادر به محکوم کردن مظاهر انحراف، دایر کنند و بر ضرورت افزایش سطح همکاری بین نهادهای علمی ریشه دار که از نظر صادر کنندگان بیانیه «الازهر، القرویین، الزیتونه و حضرموت» هستند با نهادهای دینی روسیه تأکید کردند.

## واکنش‌ها به بیانیه
عربستان سعودی و مشایخ وهابیت و سلفیه به شدت با این کنفرانس مخالفت کرده وآنرا توطئه ای سیاسی به حساب آوردند.
در این راستا، «هیئت عالی علمای عربستان» در بیانیه‌ای به صورت غیر مستقیم این کنفرانس را مورد انتقاد قرار داده و نسبت به «فتنه انگیزی‌های مذهبی و تحریک تعصبات بین فرقه‌های دینی هشدار داد».
واکنش به این کنفرانس و دستاوردهای آن تنها به هیئت عالی علمای عربستان محدود نشد، بلکه تمام قشرها و طیف‌های جامعه عربستان از مفتی‌های وهابی گرفته تا نویسندگان و اصحاب رسانه و حتی شاهزادگان سعودی را دربرگرفت.
در این راستا، مقالات متعددی در مطبوعات و توئیت‌های بی‌شمار در شبکه اجتماعی اینترنت انتشار یافت که به کنفرانس و شرکت کنندگان در آن حمله می‌کرد.